# مارت فراري
مارت فرارة (بالفرنسية: Marthe Ferrare)، والمعروفة أيضًا باسم مارت فيراري (بالفرنسية: Marthe Ferrari)، (مواليد بولوغين، 29 مارس 1899)، (الوفاة فيما بعد 1950) هي مغنية أوبرا وممثلة فرنسية.

## السيرة
بدأت بدراسة الرسم، ثم عملت لمدة عام مع جيرمين مارتينيلي. تم قبولها بمعهد باريس للموسيقي. فازت بجائزتين عن دورها في يهوذا المكابي لجورج فريدريك هاندل وفي الخادمة السيدة لجيوفاني باتيستا بيرغوليزي.
ارتبطت مارت فرارة بأوبرا-كوميك. شاركت في العديد من الأعمال لألفريد برونياو، وجان هوري وغيرهما من الملحنين الفرنسيين. شاركت أيضا في العديد من الأوبريتات لساشا غويتري وأندريه ميساجر وفرانتس ليهاروجاك أوفنباخ وأوسكار هامرستاين الثاني ويوهان شتراوس الابن.

## روابط خارجية
- مارت فرارة على موقع قاعدة بيانات الأفلام على الإنترنت
- مارت فرارة على موقع المحدد المعياري الدولي للأسماء